# Sundvejen (Faaborg)
 Sundvejen er en to sporet omfartsvej der går øst om Faaborg. Vejen er en del af primærrute 44 der går imellem Svendborg og Faaborg.
Omfartsvejen blev lavet for at få den tung trafik uden om Faaborg Centrum, så byen ikke blev belastet af for meget tung trafik.
Vejen forbinder Odensevej i nord med Svendborgvej i syd, og har forbindelse til Johan Rantzaus Vej, Bønnersvej , Markedsplads og Banegårdspladsen.